# Алексиус Фридрих Кристиан (Анхалт-Бернбург)
Алексиус Фридрих Кристиан фон Анхалт-Бернбург (на немски: Alexius Friedrich Christian von Anhalt-Bernburg; * 12 юни 1767, Баленщет; † 24 март 1834, Баленщет) от династията Аскани, е княз (1796 – 1807) и от 1807 до 1834 г. херцог на Анхалт-Бернбург.

## Живот
Той е единственият син на княз Фридрих Албрехт фон Анхалт-Бернбург (1735 – 1796) и съпругата му Луиза фон Шлезвиг-Холщайн-Зондербург-Пльон (1748 – 1769), дъщеря на херцог Фридрих Карл.
Алексиус се жени на 29 ноември 1794 г. в Касел за принцеса Мария Фридерика фон Хесен-Касел (* 14 септември 1768, Ханау; † 17 април 1839, Ханау); дъщеря на курфюрст Вилхелм I фон Хесен-Касел (1743 – 1821) и съпругата му принцеса Вилхелмина Каролина от Дания (1747 – 1820), дъщеря на датския крал Фридрих V. Малко след женитбата Мария Фридерика се разболява душевно и децата им наследяват нейната болест.
През 1806 г. император Франц II му дава титлата херцог. От 1802 до 1818 г. той е опекун на херцог Лудвиг фон Анхалт-Кьотен.
На 6 август 1817 г. Алексиус се развежда с Мария Фридерика. Една година по-късно, на 11 януари 1818 г., той се жени в Баленщет (морганатично) за Луиза Доротея Фридерика фон Зоненберг (* 23 януари 1781, Берлебург; † 23 май 1818, Баленщет), дъщеря на Йоханес Фридрих Албрехт фон Зоненберг, която получава името „фон Хойм“. След нейната ранна смърт той се жени на 3 март 1819 г. в Бернбург за нейната сестра Ернестина Шарлота фон Зоненберг (* 19 февруари 1789, Бернбург; † 28 септември 1845, Баленщет), която след това също е наричана „Фрау фон Хойм“.
- Княз Алексиус Фридрих Кристиан фон Анхалт-Бернбург
- Мария Фридерика фон Хесен-Касел
- Монограм на Алексиус Фридрих Кристиан фон Анхалт-Бернбург

## Деца
Алексиус и Мария Фридерика имат четири деца, от които две умират малко след раждането им:
- Катарина Вилхелмина (*/† 1796)
- Луиза (1799 – 1882)

∞ 1817 принц Фридрих Вилхелм Лудвиг фон Прусия (1794 – 1863), син на Фридрих Лудвиг Карл фон Прусия
- Фридрих Амадеус (*/† 1801)
- Александер Карл (1805 – 1863), херцог на Анхалт-Бернбург

∞ 1834 принцеса Фридерика фон Шлезвиг-Холщайн-Зондербург-Глюксбург (1811 – 1902).